# Wilhelm Reinhard
Wilhelm Reinhard (ur. 12 marca 1891 w Düsseldorfie, zm. 3 lipca 1918 w Adlershofie) – as lotnictwa niemieckiego z 20 zwycięstwami w I wojnie światowej. Dowódca Jagdstaffel 11, JG I.
Wilhelm Reinhard służbę w armii rozpoczął jako kadet w 1909 roku. Po wybuchu I wojny światowej służył w 14 Bawarskim Pułku Artylerii Pieszej (14. Bayerische-Fußartillerie-Regiment). Służył na froncie zachodnim i w czasie I bitwy pod Ypres został dosyć poważnie ranny w nogę.
Po wyleczeniu w czerwcu 1915 roku został przeniesiony do niemieckich sił powietrznych (Luftstreitkräfte). Po przejściu szkolenie lotniczego został przydzielony do FeldFlieger Abteilung (A) 205 (FAA 205). W grudniu 1915 roku został ponownie ranny. W czerwcu 1916 został przydzielony do FA 28 i skierowany na front rumuński. W 24 czerwca 1917 roku został przeniesiony do dowodzonej przez Manfreda von Richthofena eskadry myśliwskiej Jagdstaffel 11.
Pierwsze zwycięstwo powietrzne odniósł 22 lipca 1917 roku nad angielskim asem myśliwskim G. H. Cockiem. Do początku września Wilhelm Reinhard miał już na swoim koncie 6 zestrzelonych samolotów wroga. 4 września został ranny po raz trzeci. Po odbyciu szkolenia 26 listopada 1917 roku został mianowany dowódcą Jagdstaffel 6. W jednostce odniósł kolejne 6 zwycięstw i w marcu 1918 roku został promowany na kapitana. Po śmierci Manfreda von Richthofena 21 kwietnia 1918 roku Wilhelm Reinhard został mianowany dowódcą Jagdgeschwader I. Jako dowódca jednostki odniósł kolejne 7 zwycięstw.
3 lipca 1918 roku na lotnisku w Adlershofie koło Berlina piloci JG I testowali nowy samolot Zeppelin-Lindau D.I. Po próbnych lotach Hermanna Göringa Wilhelm Reinhard rozpoczął lot testowy. W czasie lotu odpadło górne skrzydło samolotu. Reinhard zginął na miejscu. Został pochowany na cmentarzu w Düsseldorfie.

## Odznaczenia
- Królewski Order Rodu Hohenzollernów – 11 kwietnia 1918
- Krzyż Żelazny I Klasy
- Krzyż Żelazny II Klasy